# (32938) Ivanopaci
(32938) Ivanopaci (1995 TP2) – planetoida z pasa głównego asteroid okrążająca Słońce w ciągu 4,96 lat w średniej odległości 2,91 j.a. Odkryta 15 października 1995 roku.